# Sevlievo
Sevlievo (bulharsky Севлиево) je město v Bulharsku. Nachází se v Gabrovské oblasti pod hřebeny středního Předbalkánu, 180 km od Sofie. Žije v něm přibližně 22 tisíc obyvatel. Město je správním střediskem stejnojmenné obštiny.
Městem protéká řeka Rosica a vede přes ni most, který projektoval Kolju Fičeto. Na Rosici nedaleko Sevlieva byla vybudována Přehrada Alexandra Stambolijského, která slouží k rekreaci. Místními pamětihodnostmi jsou hodinová věž, chrám proroka Eliáše a socha svobody z roku 1894, kterou vytvořil Arnaldo Zocchi. V nedaleké vesnici Batoševo se nacházejí dva monastýry.

## Název
Dříve se tvrdilo, že se název Sevlievo vyvinul z původního Servi, což odkazovalo na domnělý srbský původ obyvatel.
Nověji se usuzuje, že název města je odvozen od tureckého názvu osady, která podle osmanských daňových dokumentů nesla jména jako: Neffs-i Selvi tab'-i Hotaliç (město Selvi, patřící Hotaliči), Servi (hovorově Selvi) a další. Turecké slovo selvi je odvozeno z perského servi‎ a znamená cypřiš. Slovy selvi ah nebo selvi kavak nazývali Turci pyramidální topol (latinsky Populus pyramidalis), který roste ve velkém množství podél řeky Rosica. Následně bylo turecké Selvi, případně Selviova transformováno místním bulharským obyvatelstvem na Sevlievo. Slovo Hotaliç vymizelo z názvu teprve ve druhé polovině 19. století.

## Historie

### Pravěk a starověk
Místo je osídleno od neolitu a chalkolitu (6. až 3. tisíciletí př. n. l.), jak dokládají archeologické nálezy. Prvními známými zdejšímu obyvateli byli Thrákové, kteří zde žili dlouhodobě a zanechali mnoho stop po své kultuře: pevnosti, osady, svatyně, pohřební mohyly a další. Na nedalekém strmém jižním svahu pohoří, kde řeka Rosica tvoří hlubokou rokli postavili Thrákové pevnost, která je podle nálezů datována do 8. století př. n. l. Další nálezy jsou jihovýchodně od města a jedná se o mohylovou nekropoli z římské doby, kde byly nalezeny fragmenty plavidel a neporušená amfora.
Po rozdělení Římské říše se zdejší země staly součástí Byzance. Někdy mezi 4. a 6. stoletím postavili Byzantinci nad soutěskou řeky Rosica silnou pevnost a usadili se poněkud výše nad ní. Pevnost se jednak stala součástí opevňovacího systému severních svahů balkánských hor postaveného k zastavení invazí barbarů ze severu, jednak sloužila k ochraně jedné z hlavních silnic vedoucí od Nicopolis ad Istrum podél řeky Rosica k průsmykům na jihu provincie Moesie. Pevnost a její přilehlé osídlení byly zničeny v 6. století během vpádu Avarů a Slovanů, jejichž přítomnost je doložena vykopanou keramikou.

### Středověk

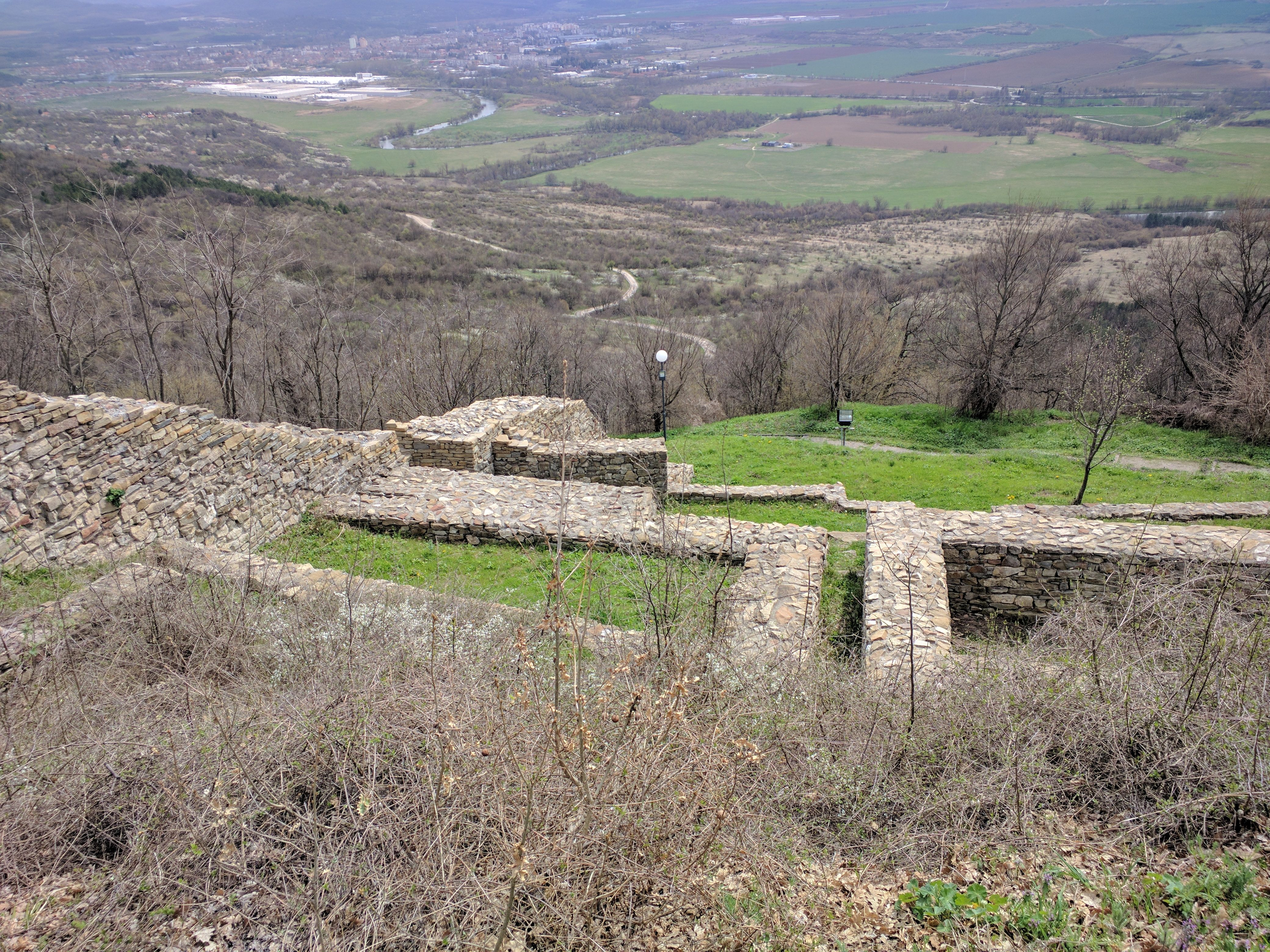
Pozůstatky pevnosti Chotel, Sevlievo v pozadí

Později, během první bulharské říše (9. – 10. století), postavili Bulhaři na byzantské pevnosti vnitřní pevnost (citadelu), u níž následně vznikla osada. Opevnění se postupně rozrostlo do pevnostního města se správní a ekonomickou funkcí pro okolní oblast. Město mělo pět čtvrtí, tři kostely a tři nekropole, dílny pro zpracování kovů a keramiky atp. Ze stejného období pochází křesťanská nekropole na jižním konci města, kde bylo v roce 1968 objeveno třináct koster a s nimi skleněné korálky z náhrdelníku, 7 náušnic, 1 nůž, 1 diadém, na některých z nichž je znázorněn kříž jako křesťanský symbol.
Během druhé bulharské říše (12. – 14. století) náležel zdejší kraj k okolí hlavního města Trnova, které bylo obepnuto řetězem pevností střežících silnice vedoucí říčními údolími do průsmyků Staré planiny. Klíčové místo mezi nimi zaujímalo město Chotel mající funkci hlavního opěrného bodu na přístupu do hlavního města. Na to, aby bylo spojováno s určitou archeologickou památkou, jsou středověké prameny mimořádně vzácné a nedostatečné. Prvním písemným pramenem týkajícím se onoho města je malý kamenný nápis ze 13. století nalezený při výkopových pracích poblíž kláštera Batoševo. Na něm čteme: „Tento chrám postavil Geno z Chotelu a Petr Trnov“. Současné archeologické průzkumy, které jsou systematicky vedeny od roku 1980, odhalují, že městská pevnost byla po městech Pliska, Preslav a Trnovo čtvrtá největší v oblasti, a usuzuje se, že předchůdce dnešního Sevlieva zvaný později Hotaliç (Hotalič) je totožný se zmiňovaným městem Chotel. Tři zdejší kostely a přítomnost kláštera v okolí naznačují, že bylo jak obchodním, tak duchovním centrem, které obývali zemědělci, pastevci, řemeslníci a obchodníci.

### Osmanská nadvláda
Pozůstatky města nesou stopy velkého požáru, který je spojován s tatarskými invazemi ve 13. století. Další rány přišly během osmanské invaze na konci 14. století, v důsledku nichž se město vylidnilo. Byla to především vojenská tažení Osmanů proti blízkému hlavnímu městu Trnovu v letech 1395 a 1396, která přispěla ke ztrátě funkce této osady, ale také pokus Maďarů osvobodit Trnovo v roce 1403, vnitřní boje mezi syny Bájezída na počátku 15. století a tažení Vladislava Varnenčika v roce 1444. Poté byl osud města podobný jiným středověkým městům, která byla zničena, vylidněna a nebyla zahrnuta do nové administrativy jako její střediska. Úpadek tohoto významného města lze vysvětlit i tím, že bezprostředně po dobytí neměli noví vládci dostatek lidských zdrojů k provedení kolonizace turkickým obyvatelstvem na všech klíčových místech. Kromě toho se pozemek města nacházel na strmém svahu a noví příchozí upřednostňovali osídlení úrodných plání severního Bulharska.
Následně, pravděpodobně kolem poloviny 15. století, vznikla na troskách pevnostního města malá vesnice s nejasným počtem obyvatel. První osmanský dokument, který dává představu o stavu osídlení zdejší oblasti, je krátký soupis zdaněných majetků v Nikopolském sandžaku z roku 1479. V něm najdeme 30 osad, z nichž většina dnes existuje, a mezi nimi je Hotalič, který je uveden bez stálého obyvatelstva. Ze zápisu se usuzuje, že nová osada nebyla osídlená. Úřady se snažily přeměnit dobyté země na obydlené a lukrativní území, takže na začátku osmdesátých let měla vesnice již stálé obyvatele: 9 muslimských rodin a 2 svobodné. V krátkém rejstříku z roku 1485 je důležitý dodatek k názvu obce, který znamená, že v té době tu už sídlil bej. Stejně jako v dřívějším rejstříku je zaznamenáno, že obec spadá do Trnovské kazy. Z osmanských pramenů vyplývá, že v té době probíhal proces obnovy administrativních funkcí obnovené a rostoucí vesnice Hotalič.

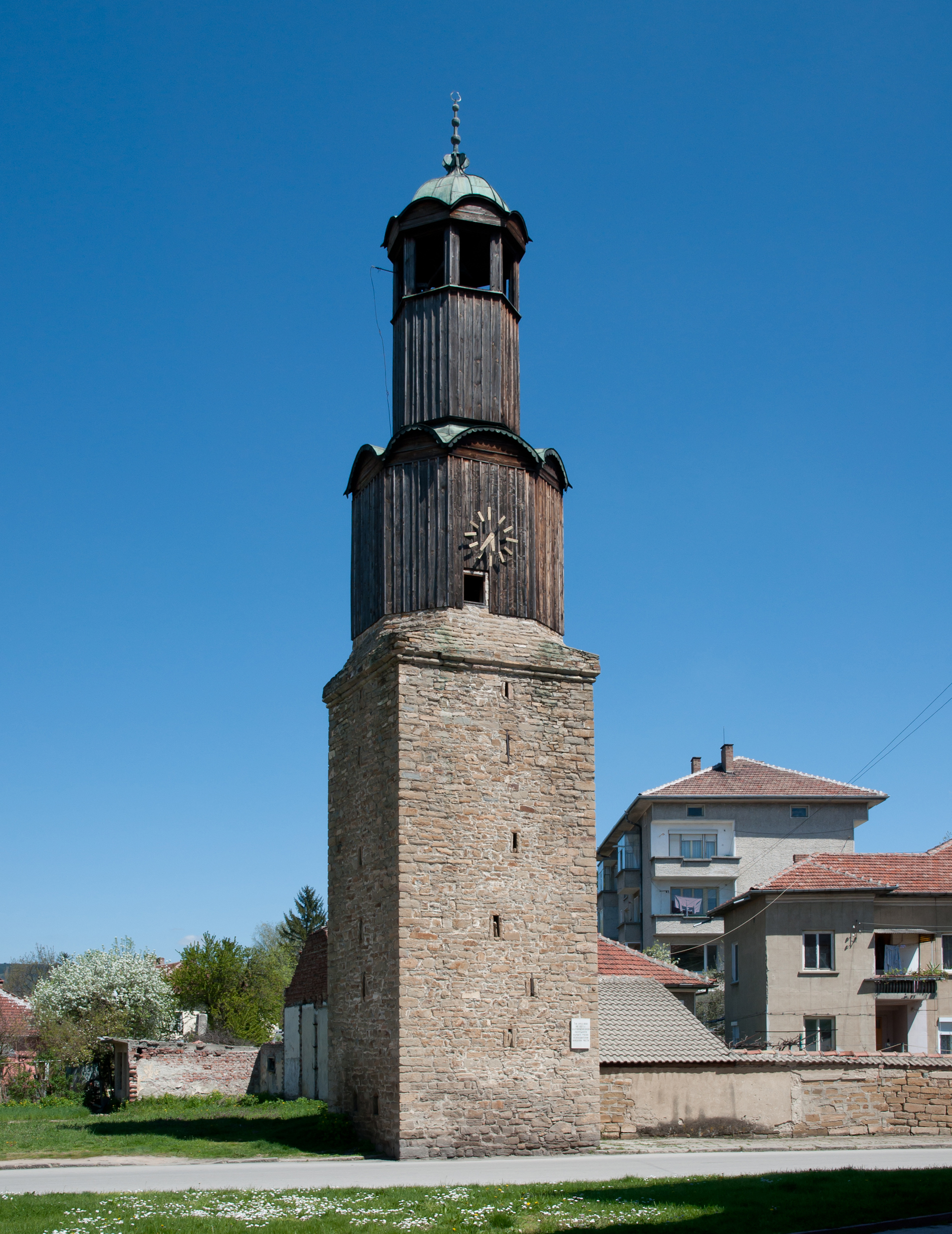
Stará hodinová věž (1779)

Do 16. století byly v bezprostředním okolí z vojenských důvodů udržovány dva pevnostní body: Hisarbey-i zir a Hisarbey-i balya, tj. dolní a horní pevnost, což dokládá soupis z roku 1550. Podle Rumena Kovačeva pevnost Hisarbey-i zir, ležící na kopci Balak yamasy, obývali osmanští dobyvatelé až do 15. – 16. století a měla charakter opevněného sídla. V podrobném rejstříku z roku 1516 se mezi obcemi Trnovské kazy kromě Hotaliče poprvé objevuje také název obce Selvi.  Šlo o malou muslimskou vesnici v prudkém ohybu řeky Rosici, v současnosti na severovýchodní části Sevlieva, a uvádělo se o ní: „Nachází se uprostřed pole tam, kde se slévá pět potoků a kříží pět cest.“ Po oživení Hotaliče na počátku 16. století v něm byla zřízena nahije, čímž bylo obnoveno staré  územní dělení z doby bulharského středověku, a název feudální a administrativní oblasti byl zachován osmanskou správou po celé osmanské období. Na vrcholu své existence v polovině 16. století zde žilo 20 až 26 domácností. Nicméně dědina Hotalič zůstala sídlem nahije jen asi tři desetiletí, protože nemohla odolat konkurenci nově vzniklého sídla Selvi, které se rychle rozrůstalo a v rejstříku z roku 1580 je označeno jako středisko nahije Hotalič, ve kterém jsou dvě čtvrti, mešita s imámem a trh a žije zde 49 domácností. Podle nedávno přeložených osmanských dokumentů se Selvi stalo centrem kazy kolem roku 1570 poté, co sem byl vyslán kádí. Současně s tím začal Hotalič upadat a zcela zanikl na počátku 17. století.
Hranice zdejší kazy byly vymezeny povodími řek Rosica (horní a střední tok), Vidima a Boazka. Na severu a východě hraničila s městem Trnovo, na západě s Lovčí a jižní hranice vedla po hřebeni Staré planiny. Podle matrik ze 16., 17. a 18. století k ní spadalo 36 až 39 vesnic. Centrum získávalo stále více městský charakter; jeho populace se zvýšila a začali se v něm usazovat janičáři a postupně mezi muslimským obyvatelstvem převážili, takže v polovině 18. století jejich podíl činil 70 %. Tehdy ve městě žilo více než 301 domácností (asi 1 500 obyvatel), stály tu dvě mešity a kostel. Zvýšené sebevědomí občanů Sevlieva a jeho vládců je patrné ze stavby další veřejné budovy – věže s hodinami z roku 1779, která dodnes stojí v centru města. Na konci 18. a počátku 19. století se zdejší oblast stala cílem nájezdů krdžalijů. Přestože Selvi bylo v oné době opevněno širokým a hlubokým příkopem, kilometr a půl dlouhým, naplněným vodou a palisádou na jeho břehu, krdžalijové město v roce 1798 dobyli. Nicméně i během tohoto období se počet obyvatel města nadále zvyšoval díky přesídlování obyvatel ze sousedních vesnic. V důsledku této migrace se ve městě měnil podíl křesťanské populace z 10 % v roce 1580 na 17 % (1642) a 13 % (1751). Období od poloviny 18. do poloviny 19. století bylo poznamenáno pěti válkami mezi Osmanskou říší a Ruskem, ve kterých osmanská armáda utrpěla vážné ztráty. Během těchto válek bylo Sevlievo třikrát dobyto a následně obsazeno ruskými vojsky: 1810 na 5 dní, 1811 na 23 dní a v roce 1829. Dalším nepříznivým faktorem pro rozvoj města byly morové epidemie, které vypukly v letech 1836 – 1838. Ami Boué napsal o epidemii následující: „Jedna stanice od Lovče – Sevlievo, město s 6 až 8 000 obyvateli, bylo zcela vylidněno a přišlo o tolik obyvatel, že hřbitov, tak silně páchnoucí, připomínal rozryté pole… Na vedlejším vršku v bídných chatrčích z větví přebývalo několik set obyvatel.“

### Bulharské obrození

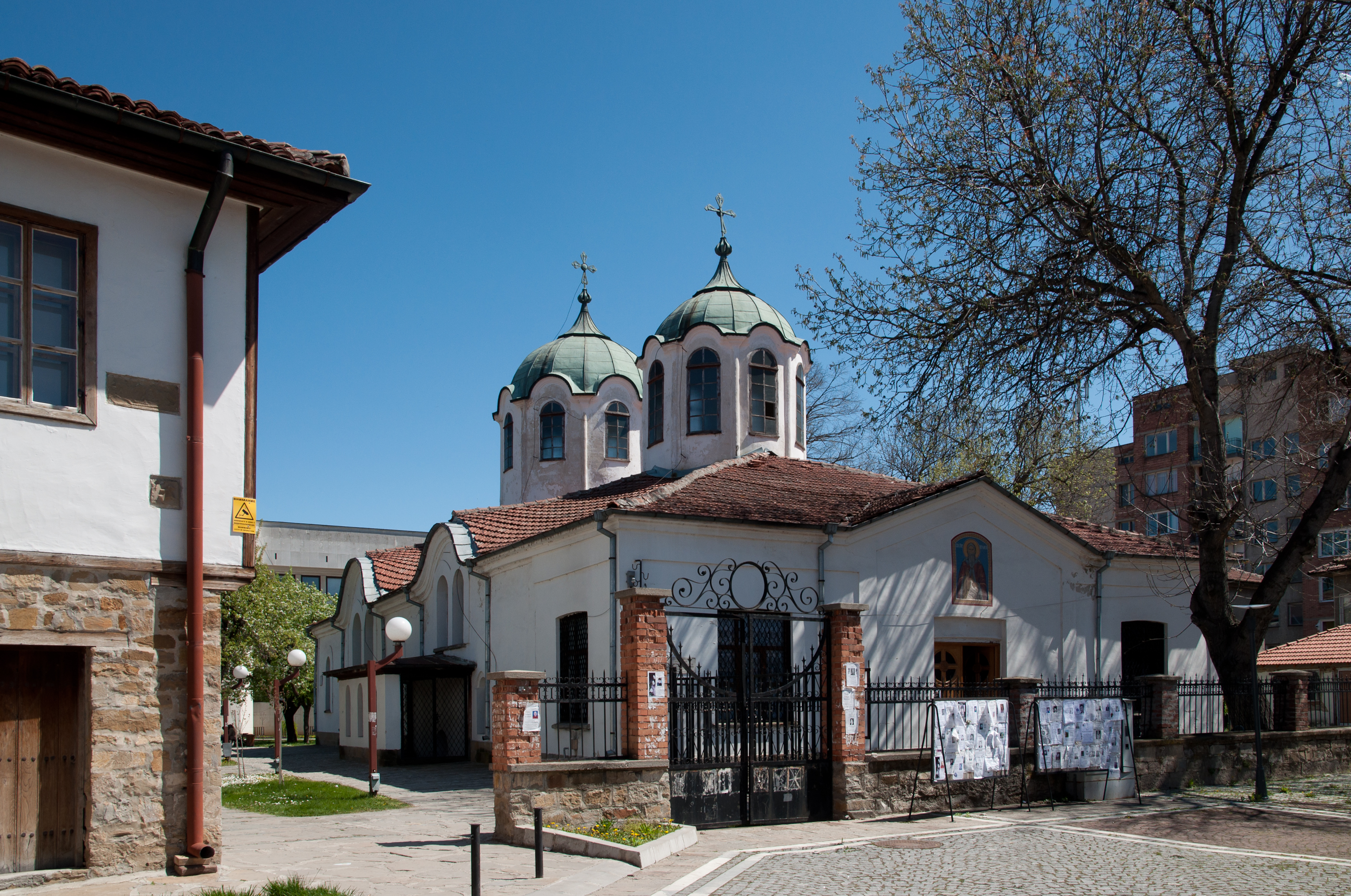
Kostel svatého proroka Elijáše

Postupně zvětšující se křesťanská komunita ve městě získala někdy na počátku 18. století starý kostel svatého proroka Elijáše a v polovině téhož století byli ve městě čtyři kněží. V kostele byly také dva konventy a při jednom z nich vznikla první klášterní škola, ve které athoské duchovenstvo učilo místní bulharské děti základní gramotnosti. Vznik bulharského národního obrození je v Sevlievu spojen s osobou Stojana Nikolova, který se zde usadil v roce 1800 a na bazaru otevřel svůj obchod s pantoflemi. Za čtyři roky se vypracoval na velkoobchodníka a prostředníka při prodeji veškeré produkce cechu. Podporoval zřízení bulharské školy při kostelu svatého proroka Elijáše, která byla pod vedením učitele Nikifora, mnicha z Rilského kláštera, otevřena mezi lety 1810 až 1815 v domě kněze Neďa. V roce 1820 byla z prostředků městské církevní obce na dvoře kostela postavena městská klášterní škola pro více než sto dětí. Jak tvrdí ruský historik Vasilij Konobejev, měla na vzrůst sebevědomí Bulharů vliv série tureckých vojenských neúspěchů a opakovaná ruská vojenská přítomnost. Podle něj pesimisticky nastavila muslimskou populaci, která začala ztrácet víru v budoucnost a stále více věřit, že konečné vítězství bude náležet křesťanům.
V roce 1834 se podařilo získat písemné povolení sultána Mehmeda II. k přestavbě kostela svatého proroka Elijáše. Nová budova se třemi loděmi a majestátní kupolí byla postavena s podporou Stojana Nikolova a také místních tureckých prominentů. O dva roky později byl na základě sultánova firmanu obnoven středověký mužský klášter Nanebevzetí v Batoševu. V roce 1842 zahájil podle svého nápadu Stojan Nikolov stavbu světské školy, kterou hradil ze svých prostředků, a poté se ujal její údržby. Tato škola patří mezi prvních deset bulharských světských škol. Mimo to finančně podporoval klášter v blízkém Batoševu a vzdálený Rilský klášter. Ve své závěti daroval obci 60 000 grošů, za které v letech 1857 – 1858 postavil Kolju Fičeto dodnes zachovaný most přes Rosicu. V roce 1859 byla při kostelu svatého proroka Elijáše otevřena dívčí vzájemná škola. V letech 1865 – 1870 byl postaven další chrám – kostel svaté Trojice, který převzal funkci hlavního městského kostela. V roce 1870 byla založena knihovna Rosica a v roce 1872 byl v Batoševu založen ženský klášter Uvedení Bohorodice.

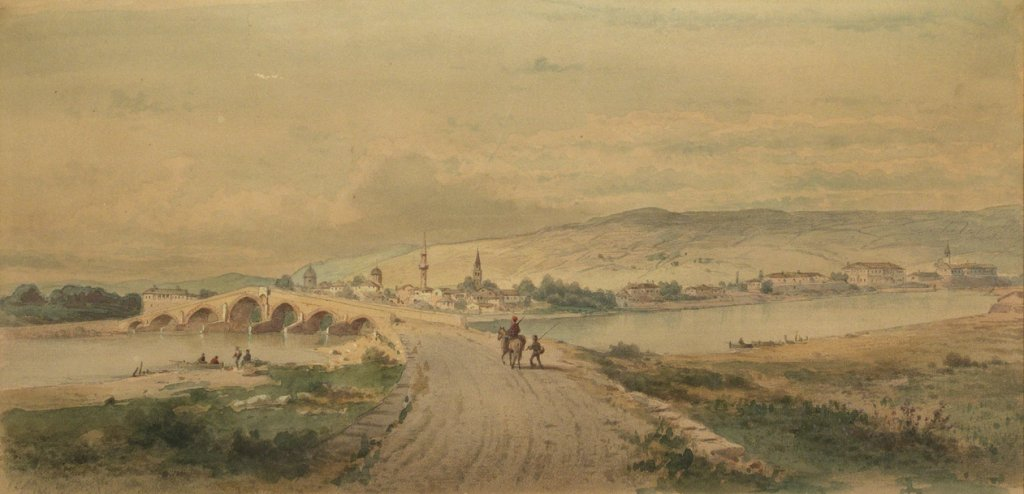
Pohled na Sevlievo z druhého břehu Rosici, Felix Kanitz (1885)

Z četných zpráv o Sevlievu v 19. století je vidět, že město zažívalo demografický vzestup. Z roku 1811 existuje mapa italského geografa Gaetana Palmy, která ukazuje na Selvi s 2 500 obyvateli. Zpráva Amiho Boué uvádí v roce 1836 populaci 5 až 6 tisíc a holandský průzkumník Mahiel Keele popisuje v roce 1845 Selvi jako prosperující osadu s asi 5 až 6 tisíci obyvateli: 479 křesťanskými a 437 muslimskými domácnostmi, žijícími ve 12 čtvrtích, z nichž 4 jsou křesťanské, 7 muslimských a jedna smíšená (spojená s městem Dolno Kruševo). Cyprien Robert, který cestoval Balkánem v letech 1849 – 1851, potvrdil, že zprávy jsou věrohodné.  Anglický lékař Mitchell z doby krymské války (1853-1856) hovoří o 6 až 7 000 lidech a 1 125 domech. Tyto informace potvrzuje také dokument datovaný do 60. let 19. století. Podle něj bylo v té době obyvatel Sevlieva 7 690 a žili ve třech velkých čtvrtích celkovým počtem domů 1 582. S neustálým růstem počtu obyvatel města bylo spojeno zvyšování podílu křesťanů na úkor muslimů způsobené nejen nově příchozími osadníky z přeplněných balkánských vesnic, ale také jejich vysokou a porodností. Bulhaři získali početní převahu nad muslimy pravděpodobně již v prvních desetiletích 19. století. Dokument uvádí celkem 2 284 lidí jako muslimy, neboli 30%. Toto číslo mimo jiné ukazuje, jak velká byla úmrtnost během válek a morových epidemií. Z dokumentu se poprvé dozvídáme, že ve městě žije také 200 Cikánů, kteří vyznávají islám a žádné jiné národy v něm nejsou zaznamenány. V té době v Sevlievu bylo 10 mešit a 1 kostel, 1 medresa, 5 škol, palác, soudní budova, místnost k dispozici mešitě, 611 obchodů, 3 sklady, 9 hostinců, 1 lázně, 9 vodních mlýnů, 10 pecí, 1 lisovna oleje, 3 jatka, 10 mýdlových dílen, 26 kožešinových dílen, 6 obkladačských dílen, 9 hospod, výrobna bozy, 13 stájí a stodol, 2 850 vinic, 253 sadů, 5 443 polí, 1 130 luk, 6 ohrad, 8 chat, 9 pastvin, místo pro rituální modlitbu, 4 muslimské a 1 křesťanský hřbitov, 2 mosty, 50 fontán a studní, 6 napajedel atd. Poslední údaje z osmanské minulosti Sevlieva čerpáme z ročenky z roku 1873, jejíž údaje potvrzují trend neustálého růstu bulharské populace od počátku století: celkový počet obyvatel byl 6 214, z toho 3 864 křesťanů (62,2 %) a 2 350 muslimů (37,8 %). Obecně platí, že v oné době Sevlievo procházelo ekonomickým růstem a že Bulhaři zažívali svoje obrození a byli na hospodářském, kulturním a demografickém vzestupu. Rozvíjel se obchod a především řemeslná zručnost: zpracování kůže, šití svrchních oděvů, zpracování kovů, truhlářství. Hlavním řemeslem bylo zpracování kožešin. Výrobky řemeslníků Sevlievo byly vyváženy po celé Osmanské říši a do Evropy. V důsledku evropského vlivu, který pronikl do města se zde začala rozvíjet tovární výroba.

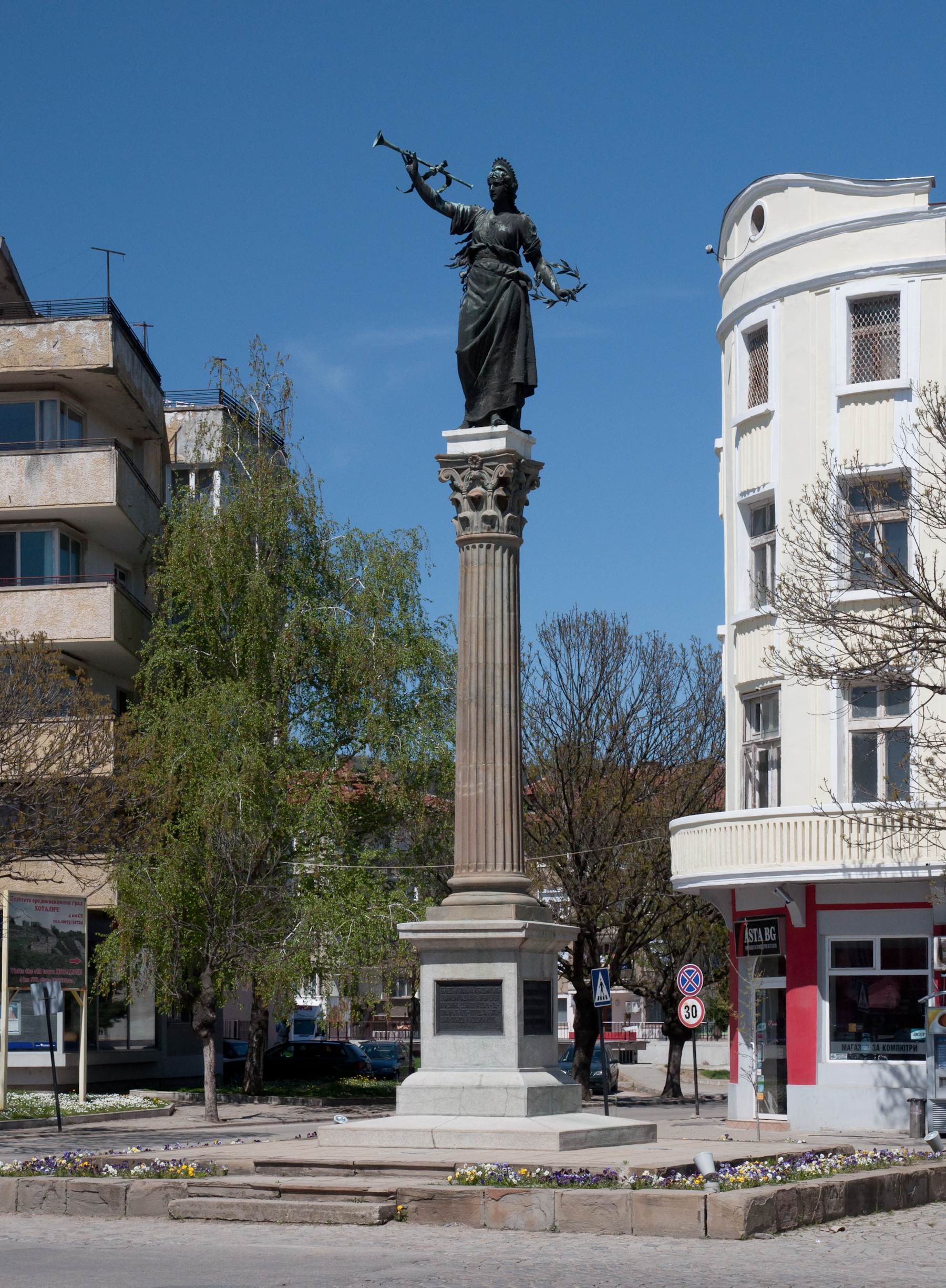
Socha svobody - pomník popravených odbojářů, Arnaldo Zocchi (1894)

Na počátku 70. let se ve městě začalo organizovat hnutí za národní osvobození. První revoluční výbor zde založil Vasil Levski v roce 1871 a po jeho smrti v roce 1875 ho Stefan Pešev a Jonko Karagjozov obnovili. Tajný výbor pokračoval v přípravě organizovaného revolučního hnutí ve zdejší oblasti, a proto se Sevlievo stalo jedním z center dubnového povstání v roce 1876. Místní bojovníci se zúčastnili ozbrojených srážek ve vesnicích Batoševo, Kravenik a Novo Selo. Po porážce povstání bylo jeho osm vůdců v čele se Stefanem Peševem oběšeno na zdejším náměstí v místech, kde byl v roce 1894 na jejich památku vztyčen pomník od Arnalda Zocchiho.

### Novodobé Bulharsko
Osmanskou éru zakončilo čtvrté dobytí města ruskými vojsky z 30. donského kozáckého pluku a z Vladikavkazského jezdeckého pluku. Sevlievští dobrovolníci se také zúčastnili bojových operací na pomoc ruským osvoboditelům a 15. července 1877 společně uhájili město před protiútokem bašibozuků na jeho západním okraji. Celkově v této válce bojovalo více než 200 zdejších dobrovolníků. Spolu s tureckými vojsky odešlo z města mnoho muslimů a tento proces pokračoval i v následujících letech. Zároveň mnoho osadníků přicházelo z okolních vesnic. První sčítání lidu v roce 1880 uvádělo 8 373 obyvatel, z toho 6 772 Bulharů, 1 541 Turků, 35 Cikánů, 13 Rusů, 1 Řek, 1 Rumun a 10 dalších.
Po osvobození město nejprve upadlo v důsledku úbytku řemesel, ale později se dokázalo zotavit a postupně zbohatlo. Pak se Sevlievo stalo centrem okresu, do kterého mezi roky 1882 a 1901 spadalo i Gabrovo. V továrně bratří Dragosinovů, založené ještě během osmanské vlády v roce 1870, se vyráběly židle evropských modelů. Dimităr Karaivanov zprovoznil roku 1882 továrnu na zpracování kůží a v roce 1918 začala fungovat strojní textilní továrna Christa Stojnova. K ekonomickému rozvoji významně přispěl pravidelný páteční trh, na nějž přicházeli obchodníci z různých částí Bulharska. Zvýšené potřeby vzdělání se řešily výstavbou nových škol – do konce 19. století zde byla postavena třídní škola, krejčovská škola, střední škola a základní škola svatého Cyrila a Metoděje. Nicméně po krátkém vzestupu v posledních dvou desetiletích 19. století následovala stagnace a během první poloviny 20. století zůstala populace města v rozmezí něco málo přes 9 000 lidí.
S příchodem socialistické moci po druhé světové válce došlo k rychlé industrializaci místní ekonomiky. Ve městě začaly působit četné továrny a podniky: kabelárna Nenko Iliev, továrna domácích potřeb Stojan Bachvarov, podnik na azbestové výrobky, autoopravna, kožedělná továrna, továrna na keramiku, přádelna vaty a vlny Rosica, konzervárna a další. Rozšířila se výroba nábytku a sloučením výroby domácích potřeb se základnou pro technický vývoj vybavení pro domácnost vznikla společnost Vidima. Později zde byly zřízeny závody na elektrické přístroje podniků Avangard a Dynamo. Hospodářský vzestup přispěl k rozvoji města a díky němu byla zprovozněna anebo zrekonstruována řada zařízení: 2 nemocnice, 7 mateřských škol, 3 školky, 4 střední školy, 2 základní školy, stadion, plavecký bazén, sportovní zařízení, kulturní dům atd. Rozvoj průmyslu vytvořil poptávku po pracovní síle a lidé z okolních zemědělských vesnic se usazovali ve městě, což vedlo k demografickému boomu: 1946 - 9 827 obyvatel, 1956 - 14 381 obyvatel, 1965 - 20 423 a 1985 - 26 440 obyvatel.
Po pádu komunismu došlo k transformaci společenského a hospodářského života vyvolané přechodem na tržní společnost. Mnoho podniků se nebylo schopno se novým podmínkám přizpůsobit a bylo uzavřeno. Jiné se pod vedením převážně zahraničních majitel přeorientovaly jako Vidima, která pod názvem Ideal Standard – Vidima AD patří americké společnosti American Standard. Tato společnost vybudovala moderní výrobní zařízení na sanitární keramiku a armatury, která poskytuje více než 3 500 pracovních míst. Transformované i nové podniky využívají místní materiální základnu velké části průmyslových podniků působících před rokem 1990, mezi nimi ABB-Avangard patřící švédskému koncernu ABB, Hamberger Industry (výrobna sanitárních doplňků),, Minerali Industriali (zpracování surovin). Tyto podniky do jisté míry přispívají ke snižování nezaměstnanosti ve městě, která je nižší než celostátní průměr, ale přesto v jejím důsledku vznikla migrační vlna a místní obyvatelé byli nuceni hledat živobytí ve velkých městech a v zahraničí. Tyto procesy spolu s nízkou porodnosti ovlivňují demografický vývoj, který má sestupnou tendenci: 1992 – 25 503 obyvatel, 2001 – 24 775 obyvatel, 2011 – 22 326 a 2014 – 22 662 obyvatel.

## Obyvatelstvo
K 15. březnu 2023 ve městě žilo 22 279 obyvatel a bylo zde trvale hlášeno 24 487 obyvatel. Podle sčítání 1. února 2011 bylo národnostní složení následující:
- Bulhaři: 18 157 (86.4 %)
- Turci: 2 226 (10.6 %)
- Romové: 274 (1.3 %)
- ostatní: 366 (1.7 %)